# Monstera pinnatipartita
Monstera pinnatipartita är en kallaväxtart som beskrevs av Heinrich Wilhelm Schott. Monstera pinnatipartita ingår i släktet Monstera och familjen kallaväxter. Inga underarter finns listade.